# 25462 Haydenmetsky
25462 Haydenmetsky è un asteroide della fascia principale. Scoperto nel 1999, presenta un'orbita caratterizzata da un semiasse maggiore pari a 2,4872203 UA e da un'eccentricità di 0,1828546, inclinata di 8,58591° rispetto all'eclittica.